# Voleibol nos Jogos Pan-Americanos de 1971
Os torneios de voleibol nos Jogos Pan-Americanos de 1971 foram realizados entre 31 de julho e 11 de agosto de 1971 em Cali, Colômbia. Foi a quinta edição do esporte no evento, que foi disputado para ambos os sexos.

## Países participantes
Um total de treze delegações enviaram equipes para as competições de voleibol. Oito delas participaram de ambas as competições.
| - ARG Argentina - BAH Bahamas - BRA Brasil - CAN Canadá - CHI Chile - COL Colômbia - CUB Cuba | - HAI Haiti - MEX México - PER Peru - PUR Porto Rico - USA Estados Unidos - VEN Venezuela |

## Medalhistas
| Evento             | Ouro | Prata          | Bronze |
| ------------------ | ---- | -------------- | ------ |
| Masculino detalhes | Cuba | Estados Unidos | Brasil |
| Feminino detalhes  | Cuba | Peru           | México |

## Quadro de medalhas
| Ordem | País               | Medalha de ouro | Medalha de prata | Medalha de bronze |   |
| ----- | ------------------ | --------------- | ---------------- | ----------------- | - |
| 1     | CUB Cuba           | 2               |                  |                   | 2 |
| 2     | USA Estados Unidos |                 | 1                |                   | 1 |
| 2     | PER Peru           |                 | 1                |                   | 1 |
| 4     | BRA Brasil         |                 |                  | 1                 | 1 |
| 4     | MEX México         |                 |                  | 1                 | 1 |
| TOTAL | TOTAL              | 2               | 2                | 2                 | 6 |